# تایتان‌های نوجوان به سینما می‌آیند!
تایتان‌های نوجوان به سینما می‌آیند! (انگلیسی: Teen Titans Go! To the Movies) فیلمی در ژانر اکشن، کمدی، و ادبیات گمانه‌زن است که در سال ۲۰۱۸ منتشر شد.

## تمامی سینمایی ها و سریال ها از این مجموعه
انیمیشن سریالی تایتان های نوجوان محصول سال 2003-2006
انیمیشن سینمایی تایتان های نوجوان : مشکلی در توکیومحصول سال 2006
انیمیشن سریالی تایتان های نوجوان به پیش محصول سال 2013-2020
انیمیشن سینمایی تایتان های نوجوان پیش به سوی سینمامحصول سال 2018
انیمیشن سینمایی تایتان های نوجوان در برابر تایتان های نوجوان به پیش محصول سال 2018

## خلاصه داستان
در حالی که تایتان های نوجوان در حال مبارزه با جرم و جنایت و محافظت از جامپ سیتی هستند ، متوجه می شوند تمامی ابر قهرمانان مانند بتمن ، سوپرمن ، واندر وومن ، گرین لانترن ، آکوامن ، و حتی خرده کارهای مانند آلفرد پنی‌ورث و بت موبیل و کمربند بتمن داراری یک فیلم درحال پخش در سینما هستند . این برای رهبر گروه تیتان ها یعنی رابین (شخصیت کمیک) بسیار آزار دهنده است که گروهش هیچ فیلم سینمایی ندارد و احساس پوچ بودن می کند .